# POP LIFE (JUDY AND MARYのアルバム)
『POP LIFE』（ポップ・ライフ）はJUDY AND MARYの5枚目のアルバム。

## 解説
- 初週に70万枚、累計で120万枚を売り上げた、前作に引き続き2枚目のミリオンセラー作品。
- これまでアルバムには恩田の曲が多く収録されていたが、今作では楽曲の大半をTAKUYAが担当した。
- シングル曲・カップリング曲が多く収録されている（5曲、後に2曲シングルカット）。
- 当時JUDY AND MARYは、バンドとして明確な音楽性を見失っていた事や、またYUKIが喉の手術を受けた事による声質の変化（加えてそれに伴う作詞作業の難航）などの要素が相まって難産となった作品である。しかしながらYUKIは「とても好きなアルバム」と自ら評している。
- 初回仕様：カラーケース、円形ブック、ピクチャーCD
- CDとMDでの2形態同時発売。

## 収録曲
1. ドュビドュバディスコ フィーチャリング ウィズ サー・サイコ・セクシー (0:16)
次曲「ミュージック ファイター」に続く形で制作された。
2. ミュージック ファイター (3:42)
作詞：Tack and yukky　作曲：TAKUYA
AXIA「MDPS」CMソング
15thシングル曲。次曲に繋がる形で収録されている。
3. イロトリドリ ノ セカイ (5:52)
作詞・作曲：TAKUYA
AXIA「for MAJOR HITS」CMソング
後に16thシングルとしてシングルカット。
4. 散歩道 (5:05)
作詞：YUKI　作曲：五十嵐公太
関西テレビ・フジテレビ系ドラマ「ニュースの女」主題歌
14thシングル。
5. BATHROOM (4:04)
作詞：Tack and yukky　作曲：TAKUYA
資生堂「ヌーヴ ネールカラー」CMソング
13thシングル「LOVER SOUL」カップリング曲。
6. ランチ イン サバンナ (5:00)
作詞・作曲：TAKUYA
7. ジーザス! ジーザス! (4:12)
作詞：YUKI　作曲：TAKUYA
8. ステキなうた (4:28)
作詞：YUKI　作曲：恩田快人
14thシングル「散歩道」カップリング曲。
9. ナチュラル ビュウティ'98 (3:49)
作詞：YUKI　作曲：TAKUYA
資生堂「ヌーヴ カラークレヨン」CMソング
10. 手紙をかくよ (4:05)
作詞：YUKI　作曲：TAKUYA
後に17thシングルとしてシングルカット。
11. グッバイ (3:41)
作詞：YUKI　作曲：TAKUYA
12. LOVER SOUL (6:01)
作詞：YUKI　作曲：TAKUYA
13thシングル曲。

全編曲：JUDY AND MARY